# Брестовец (округ Миява)
Брестовец (словац. Trnovec nad Váhom) — село, громада округу Миява, Тренчинський край. Кадастрова площа громади — 17.34 км².
Населення 995 осіб (станом на 31 грудня 2019 року).

## Історія
Брестовец згадується 1955 року.

## Населення
| Рік:            | 1994. | 2004.   | 2014.   | 2024.   |
| --------------- | ----- | ------- | ------- | ------- |
| Кількість осіб: | 1031  | 970     | 945     | 962     |
| Різниця:        |       | -5,91 % | -2,57 % | +1,79 % |

| Рік:            | 2023. | 2024.   |
| --------------- | ----- | ------- |
| Кількість осіб: | 974   | 962     |
| Різниця:        |       | -1,23 % |